# 진행성 골화성 섬유이형성증
진행성 골화성 섬유이형성증(進行性骨化性纖維異形成症, Fibrodysplasia ossificans progressiva, FOP)은 매우 희귀한 연결 조직 질환의 하나이다. 진행성 골화성 섬유형성이상이라고도 부른다. 이 질병은 인체의 회복 매커니즘의 돌연변이에 의해 발생하며, 섬유조직이 즉시 또는 상해를 받을 때 골화되도록 한다. 대다수의 경우, 상처가 나면 관절이 그 자리에서 영구적으로 붙어버린다.

## 병인
FOP는 염색체 2q23-24에 대한 상염색체의 우성 대립 유전자에 의해 발생한다.

## 치료
FOP에 대한 치유법 또는 승인된 치료법은 존재하지 않는다.

## 역사
의학 보고서들에 따르면 진행성 골화성 섬유이형성증에 영향을 받은 사람들은 17세기로까지 거슬러올라간다.

## 같이 보기
- 골형성부전